# جابواتاو دوس گواراراپیس
جابواتاو دوس گواراراپیس (به پرتغالی: Jaboatão dos Guararapes) یک شهر در برزیل است که در پرنامبوکو واقع شده‌است.

## خصوصیات
جابواتاو دوس گواراراپیس ۲۵۶٫۰۸ کیلومترمربع مساحت و ۶۸۷٬۶۸۸ نفر جمعیت دارد و ۱۰ متر بالاتر از سطح دریا واقع شده‌است.